# Косио
Коси́о (исп. Cosío) — небольшой город и административный центр одноимённого муниципалитета в мексиканском штате Агуаскальентес. Численность населения, по данным переписи 2010 года, составила 4 898 человек.